# 엑토르 모레노
엑토르 알프레도 모레노 에레라(스페인어: Héctor Alfredo Moreno Herrera, 1988년 1월 17일 ~ )는 멕시코의 축구 선수이다. 포지션은 중앙 수비수다. CF 몬테레이 소속이다.

## 같이 보기
- A매치 100경기 이상 출전한 축구 선수 명단